# Szamoai labdarúgó-szövetség
A szamoai labdarúgó-szövetség (angolul: Football Federation Samoa (FFS) Szamoa nemzeti labdarúgó-szövetsége. 1968-ban alapították. 1986-tól tagja a FIFA-nak és az OFC-nek
A szövetség szervezi a szamoai labdarúgó-bajnokságot és működteti a szamoai labdarúgó-válogatottat.